# Degermyrtjärnen, Norrbotten
Degermyrtjärnen är en sjö i Kalix kommun i Norrbotten och ingår i Töreälven-Vitåns kustområde.